# Mount Airy (Maryland)
Mount Airy es un pueblo ubicado en el condado de Carroll en el estado estadounidense de Maryland. En el año 2010 tenía una población de 9288 habitantes y una densidad poblacional de 938,18 personas por km².

## Geografía
Mount Airy se encuentra ubicado en las coordenadas 
39°22′29″N 77°9′20″O / 39.37472, -77.15556.

## Demografía
Según la Oficina del Censo en 2000 los ingresos medios por hogar en la localidad eran de $101.813 y los ingresos medios por familia eran $111.200. Los hombres tenían unos ingresos medios de $78.026 frente a los $51.719 para las mujeres. La renta per cápita para la localidad era de $34.265. Alrededor del 3,4% de la población estaba por debajo del umbral de pobreza.